# Cerkev svetega Lovrenca, Torino
Kraljeva cerkev svetega Lovrenca (italijansko Chiesa di San Lorenzo) je cerkev zgrajena v baročnem slogu v Torinu, v bližini kraljeve palače v Torinu. Sedanjo cerkev je zasnoval in zgradil Guarino Guarini v času 1668-1687.

## Zgodovina
Vojvoda Emanuel Filibert, vojvoda Savojski je bil eden od voditeljev habsburške vojske bratranca Filipa II. Španskega. Odločno so premagali francosko vojsko v bitki pri Saint-Quentinu na severu Francije 10. avgusta 1557. Bitka je potekala na dan sv. Lovrenca in pomagala oblikovati izid pogodbe iz Cateau-Cambresisa, po kateri je bila Savoja, vključno Torino, vrnjena pod vladavino vojvode. Dan tega svetnika v tej bitki je dal cerkvi tudi ime in obliko Filipove palače El Escorial. Emanuel Filibert je ob vrnitvi v Torino leta 1562, obnovil staro vojvodsko kapelo Santa Maria ad Presepae (še vedno navzoča v bližini vhoda) in ustvaril današnjo cerkev, posvečeno sv. Lovrencu. Gradnja današnje cerkve se je začela leta 1634.

## Arhitektura
Arhitekt Guarino Guarini je bil velik inovator baročne arhitekture, ki jo je v veliki najprej razvil rimski baročni arhitekt Francesco Borromini, zlasti igra z optičnimi učinki in organsko "dekonstrukcijo" klasičnih redov in načel stebra in ogredja. Vendar pa je je šel pri sv. Lovrencu Guarini še dlje . Tloris je nekakšen kvadrat, ki postane osmerokotnik na nivoju ogredja nad stebri, se ponovno spremeni in postane grški križ na nivoju pendentiva obokov. Baza kupole je krožna v tlorisu, lanterna nad njo je osmerokotna. Kupola sama je podprta z osmimi rebri, ki tvorijo rešetko, podobno tisti v mošejah in romanskih cerkvah v Španiji. V to superpozicijo - glede na standarde konvencije - nasprotujočo centralnemu tlorisu, je dodal eliptičen kor. Glavni oltar, ločen od ladje s konveksnim in konkavnim obokom, dobi naravno svetlobo od kupole, naprave, ki prihaja od drugega ključnega rimskega baročnega arhitekta Berninija.
Pritličje je še tradicionalno s pridihom križnih krakov in kotnih kapel, vendar je prostorska struktura skozi sprednji in zadnji zavoj z veliko fantazije zamegljena. Guarini poveča vidnost zunanje lupine in povečanje svetlobe tudi z naraščajočo višino. Virtuozno prodirajoči geometrijski loki oblikujejo »zvezdast skelet kroglasto napetih reber« , ki se zgledujejo po Veliki mošeji v  Córdobi  (961-965) ali kapeli Svetega groba v Torres del Río (12. stoletje) . Sečišče reber verjetno oblikuje rešetko, na kateri je bil sv. Lovrenc do smrti mučen . Še bolj drzno, vendar podobno le na prvi pogled, je Guarini konstruiral kupolo grobne kapele v Torinski stolnici.

## Oprema
Prvi oltar na desni prikazuje Križanje, delo Andrea Pozza (1678), veliki oltar, izdelan po Guarinijevih načrtih (1680-1696) v prečnem eliptičnem koru, vsebuje sliko sv. Lovrenca iz leta 1775. Kiparski okras je bil narejen predvsem v letu 1738. Notranjost cerkve je bila obnovljena po letu 1802.